# Gavriil Kachalin

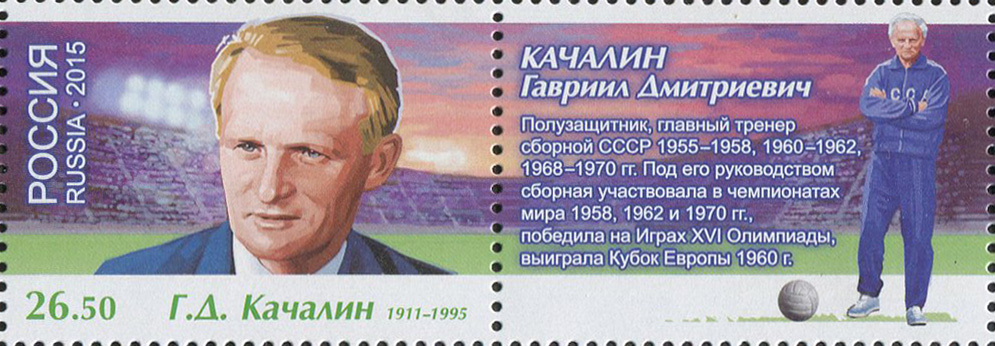
Gavriil Kachalin sur un timbre russe (2014)

Gavriil Dmitriyevich Kachalin (en russe : Гаврии́л Дми́триевич Кача́лин ; en français : Gavriil Dmitrievitch Katchaline), né le 4 janvier 1911 à Moscou et décédé le 23 mai 1995 dans cette même ville, est un joueur et célèbre entraineur soviétique de football, qui fut de nombreuses fois sélectionneur de l'équipe de l'Union soviétique.

## Biographie

### Carrière de joueur
Kachalin commence sa carrière en passant par les petits clubs de Volny Trud et du Dynamo Homel de 1928 à 1936. Kachalin s'engage en 1936 avec le Dynamo Moscou; Kachalin ne joue aucun match pendant le championnat de primptemps 1936 mais fera ses débuts lors du second championnat 1936 en jouant 2 matchs. Kachalin gagne sa place dans l'équipe du Dynamo et disputera 11 matchs et fera le doublé coupe-championnat après la victoire en coupe du Dynamo sur le Dinamo Tbilissi sur un score de 5-2.
La saison 1938 n'est pas bonne pour le Dynamo, le club termine 5e du championnat et la saison 1939 voit l'effondrement du Dynamo qui termine à une très décevante 7e place. La saison 1940 voit le Dynamo remporté le Championnat d'Union soviétique de football permettant à Kachalin de remporter son 2e championnat.
La saison 1941 démarre mais est arrêtée le 24 juin 1941 à cause de la Seconde Guerre mondiale, dommage pour Kachalin et le Dynamo qui étaient premiers quand le championnat fut annulé. Kachalin décide de se retirer des terrains en 1942.

### Débuts comme entraîneur
Kachalin commence sa carrière d'entraineur en 1945, après la fin de la guerre. Il entraine le club de Trudovye Rezervy Moscou jusqu'en 1948 où à partir de 1949 entrainera le club du Lokomotiv Moscou. Les débuts sont difficiles, le club prend la 11e place au championnat; l'année suivante, le club est relégué en First League en se classant 15e mais le "Loko" remonte en finissant 3e et revient lors de la saison 1952 où le Lokomotiv se classera 9e. Kachalin quitte Moscou et se retrouve pendant 3 ans sans club.

### Sélectionneur de l'équipe nationale
Kachalin est choisi en 1955 pour entrainer l'équipe d'Union Soviétique de football. Le premier test pour Kachalin est les Jeux olympiques de 1956 à Melbourne, Kachalin réussit son pari et rapporte la médaille d'or en URSS.
Kachalin qualifie l'Union Soviétique pour la phase finale de la Coupe du monde de football 1958, l'équipe passe les groupes après sa victoire sur l'Angleterre 1-0 mais est éliminée par la Suède sur un score de 2-0. Après cette élimination, Kachalin laisse le poste de sélectionneur vacant.
Mais Kachalin revient en 1960 pour remplacer Mikhaïl Yakouchine au poste d'entraineur. Kachalin fait un parcours de légende avec l'URSS au Championnat d'Europe 1960 en battant la Tchécoslovaquie en demi-finale sur un score sans appel de 3-0 et remporte le championnat en battant la Yougoslavie 2-1. Après cette victoire, l'URSS part favori pour la Coupe du monde de football 1962 mais est éliminé en quart de finale par le Chili 2-1 en partie à cause de deux erreurs de Lev Yashin. Une nouvelle fois, Kachalin quitte le poste après la compétition.

### Détour au Pakhtakor Tachkent
Après son départ de la sélection soviétique, Kachalin entraine le temps de la saison 1963 l'équipe du Pakhtakor Tachkent. Malgré la présence de l'ancien sélectionneur, le club termine dernier de la saison 1963 et Kachalin n'est pas reconduit dans ses fonctions. Kachalin sera élu président du conseil d'administration des entraineurs de la Fédération soviétique de football.

### Passage au Dinamo Tbilissi
Kachalin entraine le Dinamo Tbilissi lors de la saison 1964 et fait oublier sa contre-performance de l'année dernière en coiffant au poteau le Torpedo Moscou et en remportant ainsi le championnat. La saison 1965 est baclée par le Dinamo Tbilissi en terminant 6e ; Kachalin quitte le club après cette saison.

### Retour au poste de sélectionneur
Kachalin fait un brève passage à la tête de l'équipe des moins de 21 ans de l'URSS en 1965, il n'y remportera rien et entrainera l'équipe olympique de l'Union Soviétique à partir de 1966 mais il n'arrivera pas à qualifier ses joueurs aux Jeux olympiques de 1968.
Kachalin revient à la tête de l'équipe, envoie une nouvelle fois l'équipe en coupe du monde en 1970 au Mexique, coupe qui sera la dernière du géant Lev Yashin, mais l'URSS est éliminée par l'Uruguay dans les ultimes minutes du match des quarts-de-finale. Kachalin est remplacé après cette compétition par Valentin Nikolaev.

### Retour au Dinamo Tbilissi
Kachalin retourne au Dinamo Tbilissi en 1971. L'équipe prend la 3e place lors des saisons 1971 et 1972. Kachalin se voit proposer un poste au Spartak Moscou, ce qu'il accepte.

### Dynamo Moscou
Kachalin entraine le Dynamo dès le début de la saison 1973, saison qui vera l'équipe prendre une 3e place, cela fera 3 saisons que Kachalin finit à cette place dans le championnat. Kachalin reste une année de plus au Dynamo mais prend la 6e place du championnat.

### Fin de carrière au Pakhtakor Tachkent
Kachalin dispute sa dernière saison en 1975 avec le Pakhtakor Tachkent, il ne réussira pas à faire mieux que la 15e (et avant-dernière) place synonyme de relégation. Kachalin n'entrainera plus aucun équipe après cet échec.

## Statistiques de joueur
| Saison                | Club                  | Championnat           | Championnat | Championnat | Coupe(s) nationale(s) | Coupe(s) nationale(s) | Total | Total |
| Saison                | Club                  | Division              | M.          | B.          | M.                    | B.                    | M.    | B.    |
| 1936                  | Dynamo Moscou         | D1                    | 2           | 0           | -                     | -                     | 2     | 0     |
| 1937                  | Dynamo Moscou         | D1                    | 11          | 0           | 2                     | 0                     | 13    | 0     |
| 1938                  | Dynamo Moscou         | D1                    | 5           | 0           | -                     | -                     | 5     | 0     |
| 1939                  | Dynamo Moscou         | D1                    | 9           | 0           | -                     | -                     | 9     | 0     |
| 1940                  | Dynamo Moscou         | D1                    | 9           | 0           | -                     | -                     | 9     | 0     |
| 1941                  | Dynamo Moscou         | D1                    | -           | -           | -                     | -                     | 0     | 0     |
| Total sur la carrière | Total sur la carrière | Total sur la carrière | 36          | 0           | 2                     | 0                     | 38    | 0     |

## Palmarès
Kachalin travailla à la fin de sa carrière dans l'académie des jeunes du Spartak Moscou et fut notamment un membre du comité technique de la FIFA.
- Maître honoraire du sport de l'Union soviétique.
- Entraîneur honoraire de l'Union soviétique.
- Médaillé d'or aux Jeux olympiques d'été de 1956.
- Champion d'Europe lors du Championnat d'Europe de football 1960.
- Champion d'Union soviétique (en tant que joueur) : 1937, 1940.
- Champion d'Union soviétique (en tant qu’entraîneur) : 1964.
- Vainqueur de la Coupe d'Union soviétique (en tant que joueur) : 1937.